# Romano Scarpa
Romano Scarpa (Velence, 1927. szeptember 27. – Málaga, 2005. április 23.) a Disney-képregények leghíresebb olasz szerzője volt. Gyerekkorában is rajongott a Disney képregényekért, és a negyvenes években saját animációs stúdiót nyitott Velencében, ahol kiadta első munkáit: néhány tévéreklámot és két rövid történetet (E poi venne il diluvio és La piccola fiammiferaia, 1953).
Miután szakított az animációval, az idejét teljes egészében a Disney képregények készítésének szentelte. Az új típusú Mickey egér történetek szerzőjeként a máig legismertebb Disney-képsorok sorát hozta létre („Topolino e la collana Chirikawa”, 1960) vagy „The Flying Scot”, 1957) – ezek több nyelven is megjelentek és későbbi Disney-filmeknek szolgáltak alapjául.
Karrierje során Scarpa több plusz karaktert is tervezett, amiket „odaát” nem mindig fogadnak el, mint például:
- Brigitta McBridge, Dagobert McCsip önjelölt barátnője (és segítőtársa, Filo Sganga);
- Dália Kacsa, egy tizenéves kacsaládtag;
- Gideon McDuck, Dagobert késői féltestvére;
- Kildare Coot, Donald kacsa őrült kuzinja;
- Trudi, Pofatag barátnője és társa a bűnözésben.

1988 óta az Egyesült Államokban is jelennek meg történetei (az olasz Disney szerzők történetében először).